# 艾伦·基恩
艾伦·基恩（英語：Ellen Keane；1995年4月6日—）是爱尔兰高尔夫球运动员，原S9/SM9/SB8级残疾人游泳运动员。2008年北京残奥会以来，她五入残奥，累计获得一金一铜。

## 个人生活与教育
基恩1995年生于都柏林克隆塔夫，有两兄一姐。她出生时左前臂未完全发育，为掩盖残疾，常着宽松的连帽衫和外套。她在2岁时开始练习游泳，到青年时期，她意识到自己“与众不同”并感到极度不安，遂以游泳作为心理慰藉。她曾在都柏林理工学院就读，持有理学学士学位。

## 游泳生涯
基恩七岁时开始参加游泳比赛。2008年，时年13岁的基恩在北京残奥会初出茅庐，是为全队最年轻的运动员。她参加了100米蝶泳、200米混合泳和100米蛙泳比赛，前两项在预赛即告出局，后一项决赛排名第六。
2010年世锦赛，基恩报名参加200米混合泳和100米蛙泳项目，均以第六名进入决赛。最终基恩分别以2分46秒58和1分28秒64的成绩取得200米混合泳第六名和100米蛙泳第七名。2012年伦敦残奥会，她以2分41秒21的成绩在200米个人混合泳排名第七，较冠军娜塔莉·杜托伊特晚7秒99。此外，她在100米蛙泳比赛中排名第六。2013年世锦赛，基恩在100米蝶泳和100米蛙泳项目分别以1分11秒55和1分23秒74力压俄罗斯选手伊琳娜·格拉日丹诺娃和加拿大选手卡塔琳娜·罗克森，获得双料铜牌。
2014年欧锦赛，基恩在200米个人混合泳决赛名落第四。2015年世锦赛，基恩弯道超车，超越澳大利亚选手玛德琳·斯科特（Madeline Scott），以2分41秒31摘铜。2016年里约残奥会，她参加了100米仰泳、蝶泳、蛙泳及200米个人混合泳比赛。在200米混合泳预赛中，她以2分41秒70完赛，未能入围决赛。她在100米蛙泳排名第三，夺得个人首枚残奥奖牌。次年六月，她被都柏林市长布伦丹·卡尔授予市长奖（Lord Mayor's Award），该奖授予“在其平常生活非凡地丰富城市”的市民
2019年世锦赛，基恩于女子100米蛙泳SB8级比赛取得季军。2021年东京残奥会，她在相同项目以1分19秒93的成绩碾压索菲·帕斯科，夺得个人首金。
2022年和2023年世锦赛，她再于100米蛙泳夺银。2024年巴黎残奥会，她参加了100米蛙泳及仰泳项目，前者以0.19秒之差名落殿軍，后者在预赛排名第六。赛后，基恩正式退役，脱离竞技游泳界。

## 社会活动与媒体形象
2017年，基恩在TED大会做题为《我的幸运鳍》（My Lucky Fin）的讲话，向听众讲述她改变对自身缺陷的看法的故事，及其对自己一生的影响。
2022年初，基恩出演爱尔兰综艺节目《舞动奇迹》第五季，最终不敌尼娜·卡伯里及其职业搭档帕斯夸莱·拉罗卡，获得第二名。
3月17日，基恩与凯莉·哈林顿共任都柏林圣帕特里克节游行的总指挥。
2022年国际妇女节，愛爾蘭郵政发行爱尔兰女运动员系列邮票，其中包括基恩等人的形象。

## 著作
- Ellen Keane.  [完美之不完美]. 爱尔兰: Gill Books. 2023. ISBN 978-0-7171-9616-6.